# Breakbeat hardcore
Breakbeat hardcore (también conocido como oldskool rave; en español, «rave de la vieja escuela») es un género de música electrónica que está estrechamente relacionado con la escena rave inglesa que explotó en fiestas clandestinas masivas el año 1991 en Inglaterra. Este género es un derivado del acid house, new beat y de la música techno, que combina ritmos four-to-the-floor con breakbeats. Se compone generalmente de acordes muestreados de otras canciones reproducidos repetitivamente (llamados stabs), ritmos del breakbeat mezclados con patrones de cajas de ritmo, pianos alegres, muestreos de voces del soul y funk de los 70 y bajos hoover old-school. Los discos más conocidos del género son Anasthasia de T99, Quadrophonia de Quadrophonia, Frequency de Altern-8 y Experience de The Prodigy.

## La escena rave
La escena rave se concentró hacia finales de los 80 y principios de los 90 en Inglaterra en torno a la autopista M25 de circunvalación a Londres. Formaban parte de esta escena fundamentalmente adolescentes y jóvenes de clase media que poseían automóvil. Se trataba de una audiencia multicultural, con influencias negras, blancas y asiáticas resultando en un sonido único. La escena creció rápidamente a partir de 1991, existiendo grandes raves al aire libre con un público de entre 30.000 y 50.000 personas, organizadas por Spiral Tribe y otros Sistemas de Sonido que organizaban fiestas libres ubicadas por toda Inglaterra. Las raves de música house de finales de los 80's, tales como Sunrise UK, originaron la idea de preferir organizar fiestas masivas antes que fiestas más íntimas en clubes pequeños.

## Efecto y Fragmentación del estilo
En los primeros años, el sonido clandestino o under se volvió más popular. A pesar de no haber sonado en la radio, muchos estilos híbridos y regionales se hicieron camino hacia los Top 20 del Ranking musical nacional. No obstante hacia 1990, la música que sonaba en las raves podía seguir clasificándose básicamente en: techno, New beat y house (generalmente utilizados al revés o vagamente utilizados para definir una multitud de subgéneros de música house) y en Breakbeat Hardcore. 
En 1993 aproximadamente, la escena se fragmentó en dos estilos distintos: el jungle (más conocido posteriormente como drum and bass) y el 4-beat (también llamado happy hardcore). Esta separación fue evidente en los primeros eventos Roast. Roast fue en gran parte el promotor más respetado de música jungle original de Inglaterra. Los promotores de Roast se refirieron a este estilo como la escena house, desprendiéndose y yendo en su propia dirección y no aceptando el nuevo sonido jungle (que mayormente había dejado de usar el bombo de house 4-on-the-floor). El sonido jungle estaba más enfocado en las líneas de bajo, generalmente con subtonos de estilo jazz, mientras que el 4-beat retuvo los sintetizadores raves, el bombo 4/4 y los elementos de piano más alegre. 
Hacia 1996, la mayor parte del 4-beat había perdido los breakbeats (en parte debido al Bouncy Techno), mientras que el drum and bass llevaba tiempo sin utilizar ya los elementos techno originales tales como los stabs sintetizados estilo techno, separando ambos estilos. La evolución casi independiente de estilos creó distintos sonidos de "pitidos y bajos", techno brutalist, hardcore jungle, pop-rave, UK garage y sonidos ragga-techno.

## Información seleccionada

### Sellos discográficos
| - 786 Approved - Absolute 2 - Awesome Records - Basement Records - Boogie Beat Records - Chill - Contagious - FFrreedom aka FFRR - Formation Records - Full Effect Recordings - Great Asset, Pranged - Ibiza Records - Libervox Records - Kickin Records | - Little Giant Music - Moving Shadow - Network Records - Production House Records - Rabbit City recordings - Reinforced Records - Suburban Base - Triple Helix - XL Recordings - Soapbar Records - Liquid Wax - Impact Records - Unnatural Light |

### Discos significativos
- Acen - Trip to the Moon (Production House Records, PNT 42, 1992)
- Altern 8 - Frequency (Network Records, NWKTR 34, 1991)
- Awesome 3 - "Don't Go" (Entity Records, 1992)
- Blame - Music Takes You (Moving Shadow, 1991)
- Congress-40 miles
- DJ Krome & Mr. Time - The Slammer (Suburban Base, SUBBASE 26, 1993)
- DJ Red Alert & Mike Slammer - Slammin' Vinyl (GUMH 011, 1995)
- DJ Seduction - Come On (FFrreedom, TABX 101, 1992)
- DJ Seduction - Hardcore Heaven (FFrreedom, TABX 103, 1992)
- Foul Play - Finest Illusion (Section 4, 1992)
- Harmony & Extreme - Music (Lucky Spin 07, 1993)
- Joint Project - Total Feeling (Soapbar Records 001, 1992)
- Liquid - "Sweet Harmony" (XL Recordings, XLT 28, 1992)
- Lords of Acid - "Lust" (Antler Subway Records, 1991)
- Manix - "Oblivion (Head in the Clouds)" (Reinforced Records, 1991)
- Nebula II - Seance / Atheama - (Reinforced Records, 1991)
- Nookie - Return of Nookie (Reinforced Records, RIVET 1239, 1993)
- Quadrophonia - "Quadrophonia" (Streetbeats[2], 1990)
- T99 - "Anasthasia" (Who's That Beat?[1], 1991)
- The Prodigy - Experience (XL Recordings, XLCD 110, 1992)
- The Scientist - "The Exorcist" (Kickin Records, KICK 001, 1990)
- Phivos Sebastiane|The Scientist - The Exorcist (Kickin Records, KICK 001, 1990)
- Shades of Rhythm - "Shades" (ZTT Records, 1992)
- Beat Cairo - "Loca Luna" (Libervox Records, 1993)
- Shut Up and Dance - Death Is Not The End (SUAD Records, 1992)
- Shut Up and Dance - "The Green Man" (SUAD Records, 1991)
- SL2 - DJ's Take Control (Awesome Records, SL002, 1991)
- Sonz of a Loop Da Loop Era - Far Out (Suburban Base, SUBBASE 008, 1991)
- Tekno 2 - "Jet-Star" (d-zone, DANCE 12/DANCE CD12/DANCE 12R, 1991)
- Urban Hype - Conspiracy To Dance (Pulse-8 Records, PULSE LP 7, 1992)
- Wax Doctor - A New Direction (Basement Records, BRSS 0011, 1992)